# Либија на Олимпијским играма
Либија се први пут појавила на Олимпијским играма 1964. године и од тада је Либија пропустила учешће на само 3 Летње олимпијске игре: 1972; 1976. и 1984. године.
На Зимске олимпијске игре Либија никада није слала своје представнике. Представници Либије закључно са Олимпијским играма одржаним 2008. године у Пекингу нису освојили ни једну олимпијску медаљу.
Национални олимпијски комитет Либије (Libyan Olympic Committee) је основан 1962. а признат од стране Међународног олимпијског комитета 1963. године.

## Медаље

### Освојене медаље на ЛОИ
| Учешће и освојене медаље Либије на ЛОИ |                         |                         |                         |                         |                         |                         |                         |                         |                         |                         |
| ЛОИ                                    | Носилац заставе         | Учешће                  | Муш.                    | Жене                    | спорт.                  | Злато                   | Сребро                  | Бронза                  | Укупно                  | Ранг                    |
| 1964 Токио                             |                         |                         |                         |                         |                         | 0                       | 0                       | 0                       | 0                       |                         |
| 1968 Мексико Сити                      |                         |                         |                         |                         |                         | 0                       | 0                       | 0                       | 0                       |                         |
| 1972 Минхен                            | Либија није учествовала | Либија није учествовала | Либија није учествовала | Либија није учествовала | Либија није учествовала | Либија није учествовала | Либија није учествовала | Либија није учествовала | Либија није учествовала | Либија није учествовала |
| 1976 Монтреал                          | Либија није учествовала | Либија није учествовала | Либија није учествовала | Либија није учествовала | Либија није учествовала | Либија није учествовала | Либија није учествовала | Либија није учествовала | Либија није учествовала | Либија није учествовала |
| 1980 Москва                            |                         |                         |                         |                         |                         | 0                       | 0                       | 0                       | 0                       |                         |
| 1984 Лос Анђелес                       | Либија није учествовала | Либија није учествовала | Либија није учествовала | Либија није учествовала | Либија није учествовала | Либија није учествовала | Либија није учествовала | Либија није учествовала | Либија није учествовала | Либија није учествовала |
| 1988 Сеул                              |                         |                         |                         |                         |                         | 0                       | 0                       | 0                       | 0                       |                         |
| 1992 Барселона                         |                         |                         |                         |                         |                         | 0                       | 0                       | 0                       | 0                       |                         |
| 1996 Атланта                           |                         |                         |                         |                         |                         | 0                       | 0                       | 0                       | 0                       |                         |
| 2000 Сиднеј                            |                         |                         |                         |                         |                         | 0                       | 0                       | 0                       | 0                       |                         |
| 2004 Атина                             |                         |                         |                         |                         |                         | 0                       | 0                       | 0                       | 0                       |                         |
| 2008 Пекинг                            |                         |                         |                         |                         |                         | 0                       | 0                       | 0                       | 0                       |                         |
| 2012 Лондон                            |                         |                         |                         |                         |                         |                         |                         |                         |                         |                         |
| 2016. Рио де Жанеиро                   |                         |                         |                         |                         |                         |                         |                         |                         |                         |                         |
| 2020. Токио                            |                         |                         |                         |                         |                         |                         |                         |                         |                         |                         |
| 2024. Париз                            |                         |                         |                         |                         |                         |                         |                         |                         |                         |                         |
| 2028. Лос Анђелес                      | предстојећи догађај     |                         |                         |                         |                         |                         |                         |                         |                         |                         |
| 2032. Бризбејн                         | предстојећи догађај     |                         |                         |                         |                         |                         |                         |                         |                         |                         |
| Укупно                                 |                         |                         |                         |                         |                         | 0                       | 0                       | 0                       | 0                       |                         |